# Мировая скорбь
Мирова́я скорбь (нем. Weltschmerz МФА: [ˈvɛltˌʃmɛʁt͡s]о файле) — пессимистическое умонастроение части романтиков начала XIX века: разочарование в мире и его ценностях, ведущее к меланхолии, резиньяции или отчаянию. В том же смысле употреблялось французское выражение маль-дю-сьекль (фр. mal du siècle; буквально — «болезнь века»). Гипертрофированный пессимизм романтиков проистекал из осознания недостижимости на земле идеала, которое обозначается немецким же термином Sehnsucht («томление духа»). 
Ты знаешь, что изрек,

Прощаясь с жизнию, седой Мельхиседек?

Рабом родится человек,

Рабом в могилу ляжет,

И смерть ему едва ли скажет,

Зачем он шёл долиной чудной слез,

Страдал, рыдал, терпел, исчез.
История «мировой скорби» восходит к античности, знавшей сходные психические состояния, однако отводившей им незначительную роль во внутренней жизни человека. В предромантической Европе мода на пессимизм началась осенью 1774 года с публикации Гёте романа «Страдания молодого Вертера»: молодёжь упивалась собственной меланхолией, в подражание литературному герою многие сводили счёты с жизнью.
За Вертером последовали Рене и другие разочарованные в жизни альтер эго Шатобриана, а за ними — длинная вереница байронических героев (Чайльд Гарольд) и лишних людей (Евгений Онегин). Собственно термин «мировая скорбь» был введён немецким писателем Жаном Полем в романе «Селина, или Бессмертие души» (1810, опубл. 1827) для описания пессимизма лорда Байрона. Своё философское обоснование пессимизм нашёл примерно в то же время в трудах немецкого мыслителя Шопенгауэра (1788-1860).
Из более позднего поколения романтиков дань модному пессимизму (в частности, байронизму) отдали такие крупные поэты, как Генрих Гейне, Михаил Лермонтов, Евгений Баратынский и Альфред де Мюссе. Если лирический герой указанных авторов то и дело сетует на скуку, меланхолию, хандру, то в лирике Николауса Ленау и особенно Джакомо Леопарди пессимизм становится всеобъемлющим и доведён до предела «совершенного и нескончаемого отчаяния».
В прозе романтиков пессимистические настроения выражались в повышенном интересе к злому, сатанинскому началу в природе человека (т. н. демонизм). Соответственно, вопреки традиции в качестве главных героев зачастую выводились персонажи с неисправимыми изъянами, пороками, а иногда и прямо отрицательные. Свойственный романтикам интерес к тёмной стороне человеческой природы иногда обозначается термином «тёмный романтизм».
В условиях подавления революционных движений и консервативной реакции, воцарившейся в Европе после Венского конгресса (1815), «мировая скорбь» нередко обретала политическую окраску и выражалась в сетованиях на то, что миру суждено вечное рабство: «К чему стадам дары свободы? Их должно резать или стричь» (Пушкин).